# Hôtel Libéral Bruant
L’hôtel Libéral Bruant est un hôtel particulier d'architecture classique, situé au 1 rue de la Perle dans le 3e arrondissement de Paris, en plein cœur du quartier du Marais.

## Histoire
La famille Fusées vend à Jean Scarron un terrain, en 1677, situé au sud de la rue de la Perle et qui leur appartenait depuis le XIIIe siècle. Libéral Bruant, associé à son frère Louis Bruant des Carrières et au notaire Pierre Savalette, remporte la vente par adjudication du domaine en 1683. 
Le terrain est divisé en plusieurs parcelles sur lesquelles Libéral Bruant construit plusieurs hôtels particuliers destinés à être loués, puis vendus. L'architecte garde la parcelle la plus orientale sur laquelle il construit sa propre demeure en 1685. 
La façade sur cour adopte l'usage des baies cintrées à la mode depuis la seconde moitié du règne de Louis XIV, à Paris. Bruant intercale des fenêtres rectangulaires de proportions moindres et des oculi aveugles destinés à recevoir des bustes d'empereurs romains. Le vaste fronton est garni d'angelots et de cornes d'abondance. 
Après le décès de Bruant en 1697, sa veuve loue la demeure au mathématicien Guillaume François Antoine de l'Hospital, membre de l'Académie des Sciences. L'hôtel change ensuite de mains à plusieurs reprises. François-Ignace de Fontenu le loue en 1771 à l'ingénieur Jean-Rodolphe Perronet, qui y installe la première École nationale des ponts et chaussées jusqu'en 1778. Le bâtiment est ensuite transformé en ateliers et bureaux. Gravement endommagé pendant tout le XIXe siècle, la ville de Paris, qui en est devenu propriétaire, le revend à la société Bricard en 1968, sous réserve de le restaurer et d'y installer un musée de la Serrure, où l'on pouvait trouver des collections de serrures anciennes, en fer et bronze doré. Ce musée ouvre ses portes en 1976, mais est fermé en 2003 et est remplacé depuis par un centre d'art contemporain.
L'ensemble des façades sur la cour, la façade postérieure, les toitures correspondantes aux dites façades, le portail sur rue, et le sol de la cour font l’objet d’un classement au titre des monuments historiques depuis le 22 mai 1964.
Ce site est desservi par la station de métro Saint-Paul.